# Tim Borowski
Tim Borowski, nemški nogometaš, * 2. maj 1980, Neubrandenburg, Vzhodna Nemčija.
Borowski je nekdanji dolgoletni član kluba Werder Bremen in član nemške reprezentance na dveh velikih tekmovanjih.